# PW-6
PW-6 – dwuosobowy, kompozytowy szybowiec szkolno-treningowy polskiej produkcji, zaprojektowany na Politechnice Warszawskiej przez zespół pod kierownictwem dr inż. Romana Świtkiewicza.

## Historia

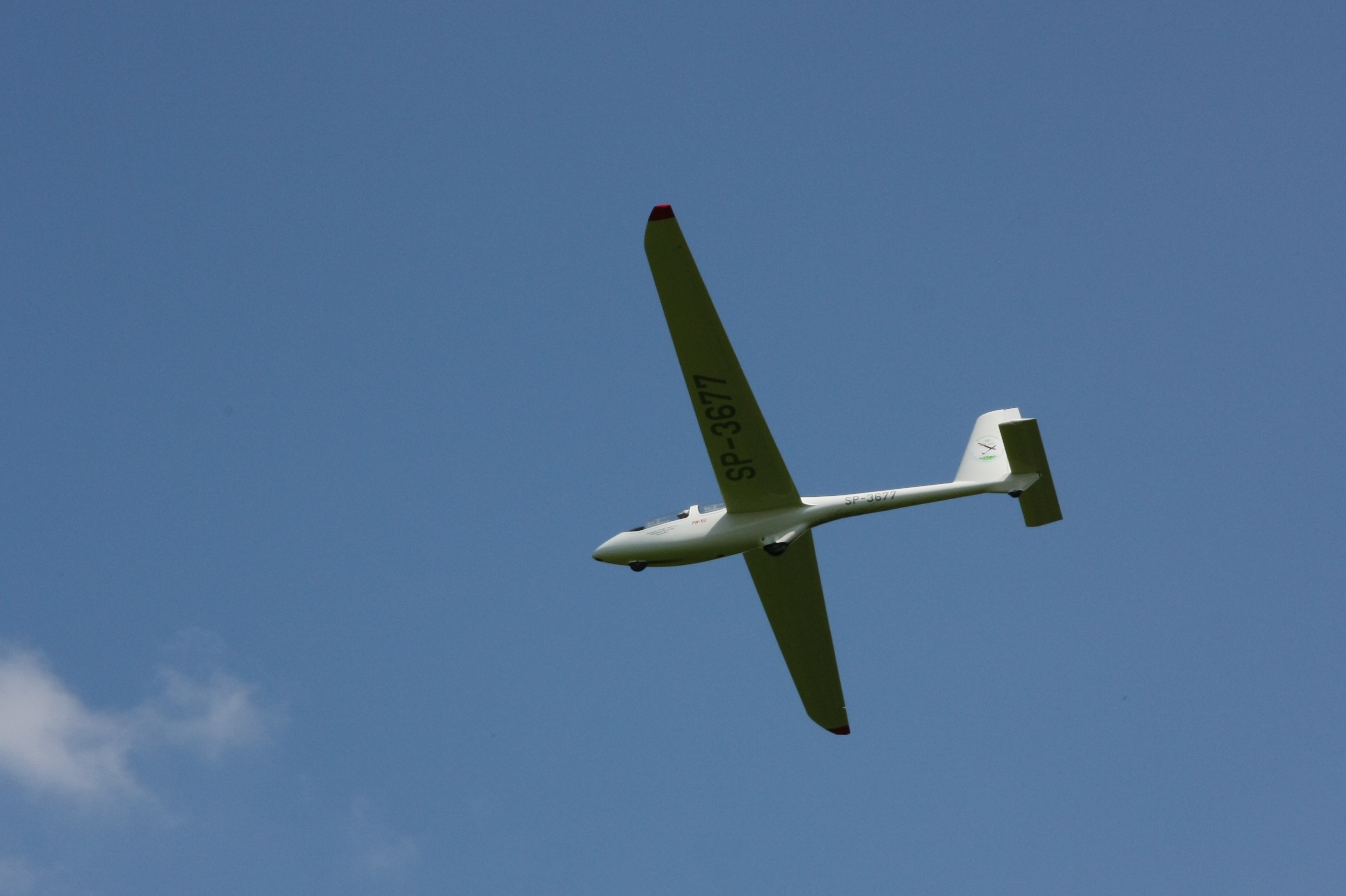
PW-6 w locie nad Bezmiechową

PW-6 powstał jako rozwinięcie szybowce PW-5 Smyk, który został w roku 1993 zwycięzcą konkursu  FAI na szybowiec Klasy Światowej. Jest przeznaczony do szkolenia pilotów, i pod wieloma względami, w tym właściwościami pilotażowymi, podobny do swojego poprzednika. 
Konstrukcja powstała jako trójstronny projekt realizowany przez Politechnikę Warszawską, Komitet Badań Naukowych oraz PZL-Świdnik. W realizacji projektu brało również udział Ministerstwo Edukacji Narodowej oraz Fundacja na rzecz Nauki Polskiej. 
Prototyp szybowca, oznaczony znakami rejestracyjnymi SP-P631, został oblatany 18 lipca 1998 roku przez pilotów doświadczalnych Macieja Laska i Jerzego Kędzierskiego. Proces certyfikacji nowego typu statku powietrznego zakończył się dnia 11 września 2000 roku, kiedy to szybowiec uzyskał Świadectwo Typu nr BG-213. Po zakończeniu badań, po zmianie oznaczenia na SP-3631, prototyp był eksploatowany przez Politechnikę Warszawską. Uległ katastrofie 15 sierpnia 2013 roku na lotnisku w Bezmiechowej. W wyniku katastrofy zginął pasażer a pilot-instruktor został ciężko ranny.
Produkcję seryjną szybowca rozpoczęły zakłady PZL w Świdniku gdzie wyprodukowano 41 egzemplarze szybowca. Szybowce były eksportowane do Egiptu, Nowej Zelandii, Belgii, Kanady, Portugalii oraz Niemiec. Szybowiec jest obecnie produkowany przez Zakład Szybowcowy Jeżów jako PW-6U Kingo.
SZD Jeżów planuje realizację rozwoju projektu szybowca i stworzenie konstrukcji z elektrycznym zespołem napędowym o nazwie PW-6AM.

## Konstrukcja
Dwumiejscowy wolnonośny średniopłat wykonany z laminatu szklano-epoksydowego.
Skrzydło dwudzielne, jednodźwigarowe o konstrukcji skorupowej. Dźwigar z pasami z włókna szklanego, w obrębie wykroju lotki dodany szczątkowy dźwigarek. Wyposażone w lotki konstrukcji przekładkowej i jednopłytowe hamulce aerodynamiczne na górnej powierzchni. Połączone z kadłubem za pomocą dwóch wręg w centralnej części kadłuba.
Kadłub skorupowy, całkowicie laminatowy usztywniony wręgami. Wyposażony w dwa zaczepy do lotów holowanych i startu za wyciągarką. Kabina zakryta, limuzyna przednia otwierana do przodu, tylna do tyłu. Pedały przestawiane w locie, fotele pilotów regulowane na ziemi. Antena VHF w stateczniku pionowym. Tablica przyrządów jest wyposażona w prędkościomierz, wysokościomierz, wariometr, busolę magnetyczną, chyłomierz oraz zakrętomierz elektryczny. Istnieje możliwość montażu radiostacji KRT2.
Usterzenie w układzie klasycznym, niedzielone, konstrukcji przekładkowej.
Podwozie jednotorowe stałe, z małym kółkiem przednim, amortyzowanym kołem głównym z hamulcem bębnowym i kółkiem tylnym.